# Гор-ахті
| G5 | N27 · X1 · Z4 |

| G5 | N27 · X1 · Z4 |

Гор-ахті (або Горахті) — в давньоєгипетській міфології — одна з іпостасей (втілень) сонячного бога Гора, який у цьому випадку шанується як бог світла.

## Зображення та значення
Гор-ахті зображувався у вигляді чоловіка з головою сокола, над якою були видні сонячний диск і священний знак урея, спочатку був втіленням ранкового, висхідного сонця. В текстах пірамід це ще окреме, не пов'язане з богом Ра, божество. Починаючи вже з V династії Гор-ахті об'єднаний з ним в образі Ра-Горахті. При цьому він ідентифікується з такими іпостасями Ра, як Хепрі і Атум, що здійснюють свій щоденний перехід зі сходу на захід над горизонтом. Синкретичний бог Ра-Горахті символізує висхідне новонароджене і знову народжене сонце. У цьому зв'язку богу Гор-ахті належать Ранок і Схід.
Відповідно до припущень ряду вчених, шанування Гор-ахті, як особлива форма сонячного віросповідання храму в Геліополісі, значною мірою вплинуло на розвиток вчення про бога Атона в Карнаці за часів фараона Ехнатона.
Місцями поклоніння Гор-ахті як місцевої, особливої форми бога Гора були місто Геоліополіс, а також пізніше — храм Амуна в Карнаці, побудований за вказівкою фараона Тутмоса III, і храм мертвих жінки-фараона Хатшепсут в Дейр -ель-Бахарі. На честь Гор-ахті, як і Атума і Хепрі, оспівувалась особлива сонячна пісня.

## Ім'я
При перекладі імені Гор-ахті виходять варіанти: Гор горизонту, Горизонтальний або Гор обох горизонтів, а також Гор країни світу.
Іншою місцевою формою бога Гора в Стародавньому Єгипті був Гор-махіс, образ якого шанували, починаючи з епохи Нового царства, в гігантській статуї Великого Сфінкса в районі пірамід в Гізі.